# Areografia

Mappa topografica di Marte. Le formazioni principali sono i vulcani del continente di Tharsis (fra cui l'Olympus Mons), ad ovest, Valles Marineris, più ad est, e il bacino di Hellas, situato nell'emisfero meridionale.

L'areografia consiste nello studio degli aspetti geografici di Marte, delle sue formazioni geologiche, del suo clima, della sua meteorologia e dei processi fisici all'origine della sua struttura attuale. Il termine deriva dal nome della divinità greca Ares, l'equivalente del dio romano Marte, per analogia con l'etimologia dell'espressione geografia.
L'areografia non si occupa solo degli aspetti fisici di Marte, ma potenzialmente anche del funzionamento di un'eventuale società umana presente sul pianeta e delle interazioni ambientali fra la popolazione e il pianeta, per analogia con la geografia terrestre; essa comprende pertanto anche gli studi relativi alla colonizzazione di Marte e alle possibili missioni umane sul pianeta. Il suo campo di studio è diverso da quello della geologia, e si limita all'analisi della crosta planetaria, della criosfera e dell'atmosfera di Marte, piuttosto che della sua struttura interna.

## Topografia

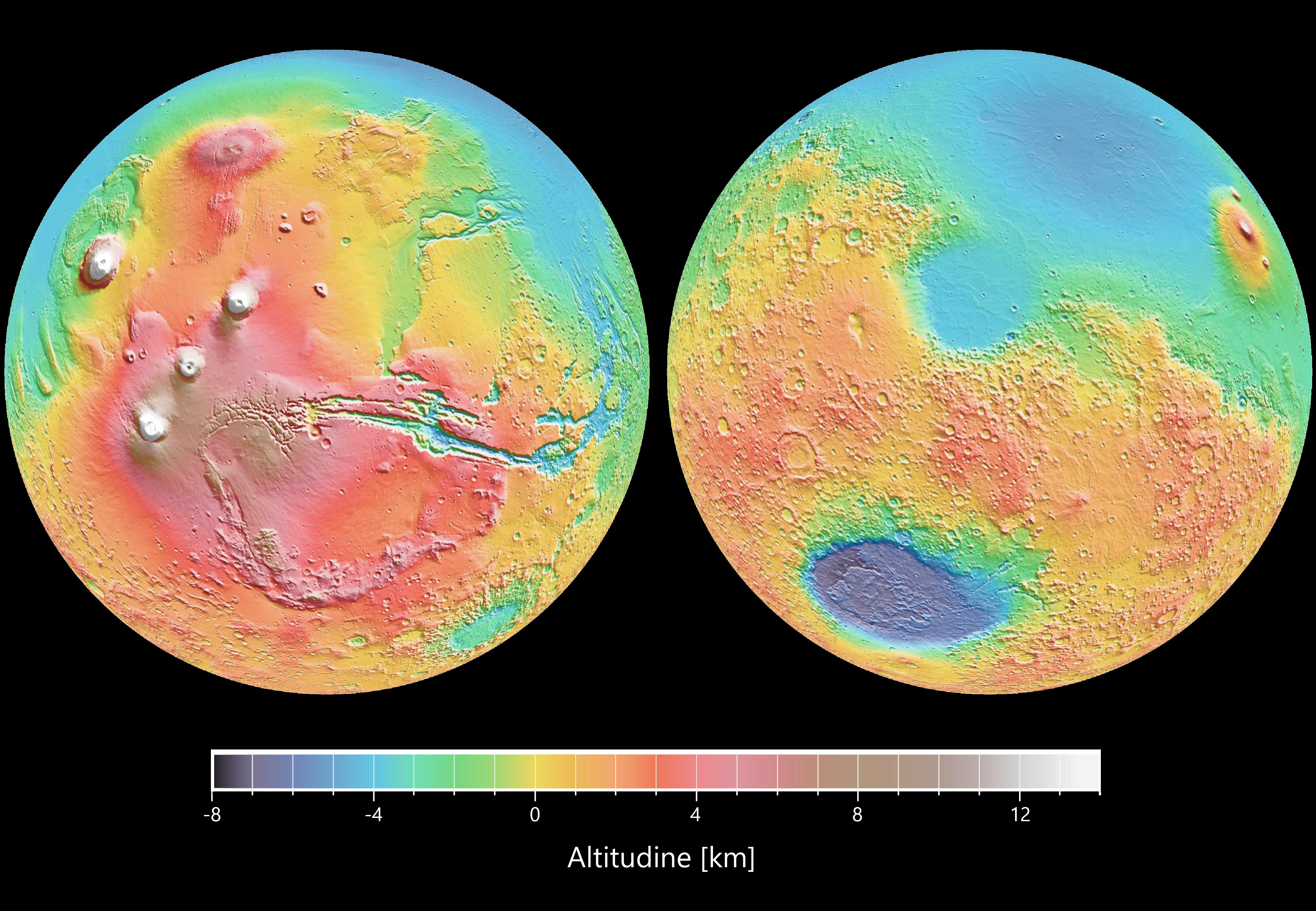
Una mappa altimetrica di Marte, basata sui dati rilevati dalla Mars Global Surveyor.

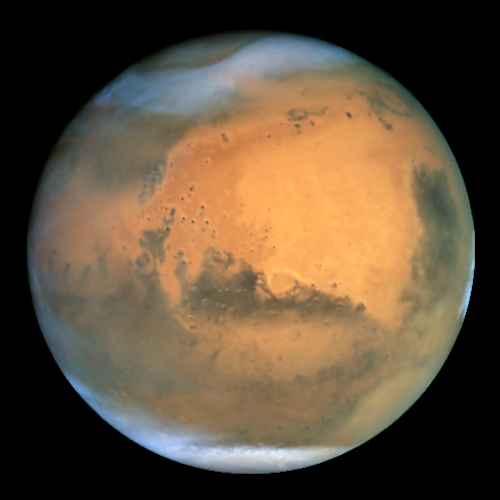
Una vista delle calotte polari di Marte.

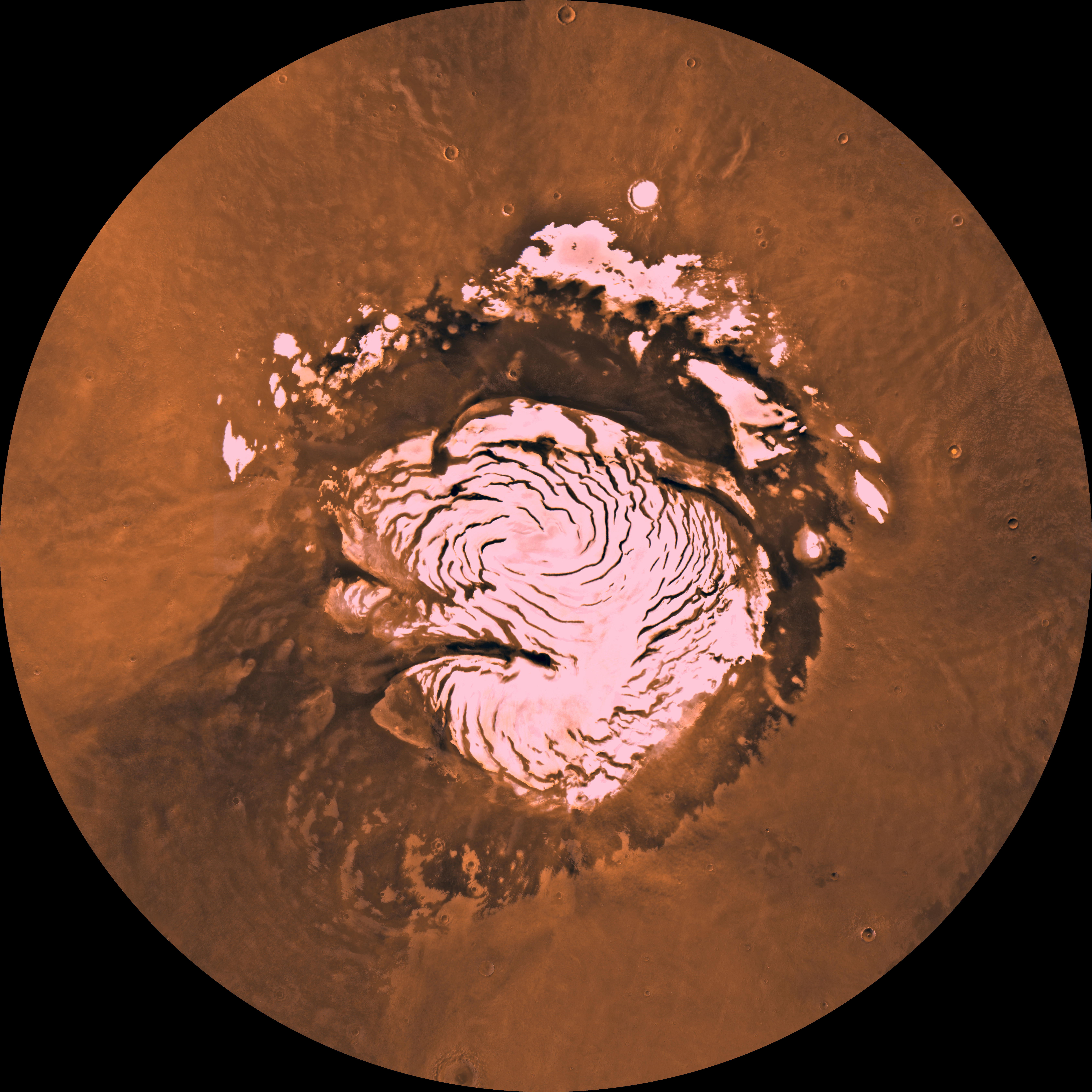
Il polo nord di Marte.

La topografia di Marte presenta una dicotomia eclatante: le pianure che dominano l'emisfero settentrionale del pianeta, colmate in tempi antichi da imponenti flussi lavici, contrastano con il terreno corrugato e irregolare che caratterizza l'emisfero meridionale, con i suoi antichi crateri da impatto. La superficie del pianeta appare dunque, ad un osservatore situato nello spazio, suddivisa in due emisferi dotati di diversa albedo: le pianure settentrionali sono più pallide per via dell'abbondanza di polveri di ossido di ferro, tanto che anticamente erano ritenute dei veri e propri continenti (è il caso di Arabia Terra e di Amazonis Planitia); al contrario, le zone più scure erano ritenute essere dei mari (è il caso di Mare Erythraeum, Mare Sirenum e Aurorae Sinus). La formazione di colore scuro più evidente dallo spazio è comunque certamente l'altipiano di Syrtis Major.

### Principali formazioni geologiche
La regione settentrionale di Tharsis è dominata dall'Olympus Mons, il vulcano a scudo più elevato dell'intero sistema solare, e da numerosi altri coni vulcanici minori; essa ospita inoltre il sistema delle Valles Marineris, la più vasta distesa di canyon del sistema solare, con una profondità massima di 7 km ed un'estensione che raggiunge i 4000 km.
Marte è inoltre ricco di crateri d'impatto; il principale è Hellas Planitia, ricoperto da uno strato di sabbia che gli conferisce una caratteristica colorazione rossastra.

### Livello topografico di riferimento
La massima differenza di altitudine esistente su Marte, misurata fra la vetta dell'Olympus Mons e il fondo del bacino di Hellas, è pari a circa 31 km; a titolo di confronto, sulla Terra la differenza di altitudine fra il monte Everest e la fossa delle Marianne è di appena 19,7 km, ancor meno rilevanti se si considera che il pianeta rosso presenta un raggio equatoriale assai inferiore.
Data l'assenza di un livello del mare rispetto a cui valutare l'altitudine o la profondità delle varie formazioni geologiche presenti su Marte, si è convenuto di definire un livello topografico di riferimento corrispondente alla quota alla quale la pressione atmosferica vale 610,5 Pa ad una temperatura di 273,16 K (si tratta delle medesime condizioni del punto triplo dell'acqua).

### Latitudine e longitudine
Mentre la definizione dell'equatore planetario deriva direttamente dalla natura del moto di rotazione di Marte, la scelta del meridiano zero richiede la definizione di un punto arbitrario di riferimento che possa essere accettato da qualsiasi osservatore; i primi a sentire la necessità di individuare una simile posizione furono, nel 1830-32, gli astronomi tedeschi Wilhelm Beer e Johann Heinrich Mädler, la cui scelta ricadde su una formazione circolare facilmente individuabile da Terra. Negli anni 1870 l'astronomo italiano Schiaparelli adottò la convenzione dei colleghi tedeschi per realizzare la sua celeberrima mappa di Marte. Quando nel 1972 la sonda spaziale statunitense Mariner 9 inviò a Terra le prime immagini dettagliate dell'intera superficie marziana, l'astronomo Merton Davies, della RAND corporation, individuò sulla stessa linea di meridiano suggerita da Beer e Mädler un cratere minore, Airy-0, situato all'interno del Sinus Meridiani, per definire in maniera più precisa la longitudine di 0,0° e stabilire una rete topografica planetaria.